# Wahl des Parlaments der Deutschsprachigen Gemeinschaft 2004
- SP: 5
- Ecolo: 2
- Vivant: 2
- PFF: 5
- PJU-PDB: 3
- CSP: 8

Die Wahl des Parlaments der Deutschsprachigen Gemeinschaft 2004 fand am 13. Juni 2004 statt. Gewählt wurden die Mitglieder der Legislative der Deutschsprachigen Gemeinschaft Belgiens für die Legislaturperiode 2004–2009. Zur Wahl stellten sich die Christlich Soziale Partei (CSP), die Sozialistische Partei (SP), die Partei für Freiheit und Fortschritt (PFF), die Partei der deutschsprachigen Belgier mit den Parteilosen Jugendlichen Unabhängigen (PJU/PDB), Ecolo und Vivant.
Bis 2004 hieß das DG-Parlament Rat der Deutschsprachigen Gemeinschaft. Eine Änderung der belgischen Verfassung am 9. Juli 2004 hatte jedoch zur Folge, dass alle bisherigen Regional- und Gemeinschaftsräte Belgiens die Bezeichnung „Parlament“ erhielten. Bei den Wahlen 2004 gab es erstmals eine 5-%-Hürde.
Insgesamt waren bei der Wahl 45.975 Personen stimmberechtigt, von denen 36.303 gültige Stimmen abgaben. Diese verteilten sich wie folgt auf die einzelnen Parteien:
| Partei  | Anzahl Stimmen | Anteil in % | Anzahl Sitze |
| ------- | -------------- | ----------- | ------------ |
| CSP     | 11.905         | 32,79       | 8            |
| SP      | 6903           | 19,01       | 5            |
| PFF     | 7615           | 20,98       | 5            |
| PJU/PDB | 4243           | 11,69       | 3            |
| Ecolo   | 2972           | 8,19        | 2            |
| Vivant  | 2665           | 7,34        | 2            |

Vivant schaffte damit erstmals den Einzug ins Parlament. Schließlich fanden sich SP, PFF und PJU/PDB zu einer Dreiparteien-Koalition zusammen, die folgende Minister in die Regierung der Deutschsprachigen Gemeinschaft entsandte:
- Karl-Heinz Lambertz (SP): Ministerpräsident, Minister für Finanzen, lokale Behörden (Gemeindeaufsicht) und Außenbeziehungen
- Bernd Gentges (PFF): Minister für Soziales und Beschäftigung
- Oliver Paasch (PJU/PDB): Minister für Unterricht
- Isabelle Weykmans (PFF): Ministerin für Kultur, Jugend und Medien